# Bertogne
Bertogne é um município da Bélgica localizado no distrito de Bastogne, província de Luxemburgo, região da Valônia.

## História
Em 4 de agosto de 2009, um bezerro de duas cabeças nasceu na fazenda Flamisoul Collard.
Em dezembro de 1944, durante a ofensiva alemã, Achille Choffray, um professor em Givry e forte desde 1940, foi baleado três jovens, surpreendido por soldados alemães que tentavam chegar às linhas aliadas.